# Charles D Fall
Pour les articles homonymes, voir Fall.
 (avril 2019).
Charles D Fall, de son vrai nom Charles Dialor Fall est  un homme politique américain d'origine guinéenne.
Il est le premier musulman et afro-américain à être élu à l'Assemblée de Staten Island.

## Biographie
Charles Fall est issue d'une famille de six enfants, originaire de la république de Guinée en Afrique de l'ouest.
Il obtient son baccalauréat du Southwestern College au Kansas puis une maîtrise en administration publique avec mention à l'université pace.

## Carrière
En 2014, il devient agent de liaison islamique à l'échelle de la ville pour le maire de New York.
Fall est ensuite devenu le chef de cabinet du commissaire aux parcs et aux loisirs de Staten Island.